# (10427) Klinkenberg
(10427) Klinkenberg ist ein Asteroid des Hauptgürtels, der am 24. September 1960 von den niederländischen Astronomen Cornelis Johannes van Houten, Ingrid van Houten-Groeneveld und Tom Gehrels am Palomar-Observatorium (IAU-Code 675) in Kalifornien entdeckt wurde.
Der Asteroid wurde am 4. August 2001 nach dem niederländischen Amateurastronomen Dirk Klinkenberg (1709–1799) benannt.